# Étienne de Paris
Pour les articles homonymes, voir Étienne de Poissy.
Étienne de Paris (v.754 - † 811/815), comte de Paris... (Maison des Girardides).

## Biographie
Fils aîné du comte Gérard Ier de Paris, Étienne naît vers 754. Le 28 juillet 754, à l'occasion du sacre à Saint-Denis de Pépin le Bref par le pape Étienne II, son père qui assiste à la cérémonie demande au souverain pontife de baptiser son fils aîné qui de ce fait est appelé Étienne.
Il succède à son père comme comte de Paris. Il a pour frères Bégon de Paris et Leuthard Ier de Paris, lesquels lui succéderont.